# Ignaas Devisch
Ignaas Devisch (Brugge, 15 augustus 1970) is een Belgisch professor in de filosofie, medische filosofie en ethiek. Hij werkt als filosoof aan de Universiteit Gent. Hij was 5 jaar gastonderzoeker aan de Radboud Universiteit van Nijmegen. Zijn onderzoek gaat vooral uit naar filosofische vraagstukken in de gezondheidszorg.
Devisch is ondervoorzitter van De Maakbare Mens, een Belgische vrijzinnige non-profitorganisatie die werkt rond bio-ethiek.
Hij publiceert zowel voor een gespecialiseerd als een breed publiek. Eind 2013 verscheen Ziek van Gezondheid. Voor elk probleem een pil?. In maart 2016 verscheen Rusteloosheid: pleidooi voor een mateloos leven. In 2019 verscheen Doordenken over Dooddoeners.
Eind 2020 bracht hij het boek Zijn er nog vragen? uit, gericht op kinderen en jongeren.
In september 2021 volgde hij Leo Neels op als algemeen directeur van de denktank Itinera. In april 2024 werd hij opgevolgd door Marc De Vos en Ank De Wilde.